# هاکاینده هیچیلما
هاکاینده هیچیلما (انگلیسی: Hakainde Hichilema؛ زادهٔ ۴ ژوئن ۱۹۶۲) اهالی کسب‌وکار اهل زامبیا است. به دنبال شرکت در پنج دوره انتخابات سال‌های ۲۰۰۶، ۲۰۰۸، ۲۰۱۱، ۲۰۱۵ و ۲۰۱۶ توانست با کسب بیش از ۵۹ درصد آرا در انتخابات سراسری زامبیا (۲۰۲۱) رقیب خود ادگار لونگو رئیس‌جمهور فعلی را شکست داده و به پیروزی دست یابد. وی از سال ۲۰۰۶ رهبری حزب متحد برای توسعه ملی (UPND) را بر عهده داشته‌است.

## زندگی‌نامه
هیچیلما در روستایی در منطقه مونزه در زامبیا امروزی متولد شد. وی با بورسیه تحصیلی به دانشگاه آزاد زامبیا راه یافت و در سال ۱۹۸۶ با مدرک کارشناسی در رشته اقتصاد و مدیریت بازرگانی فارغ‌التحصیل شد. هیچیلما پس از آن در امور مالی شرکتی و استراتژی نام تجاری از دانشگاه بیرمنگام انگلستان کارشناسی ارشد دریافت نمود.
او به عنوان مدیر اجرایی شرکت کوپرز و لیبراند زامبیا (۱۹۹۴–۱۹۹۸) و همچنین گرانت تورنتون زامبیا (۱۹۹۸–۲۰۰۶) خدمت کرده‌است.

## فعالیت حرفه‌ای
هیچیلما یکی از اعضای اپوزیسیون حزب متحد برای توسعه ملی بود که یک حزب سیاسی لیبرال است. پس از مرگ اندرسون مازوکا در سال ۲۰۰۶، وی به عنوان رئیس جدید حزب انتخاب شد. او همچنین به عنوان رهبر اتحاد دموکراتیک متحد (UDA)، اتحادی که از سه حزب سیاسی مخالف تشکیل شده‌است فعالیت داشت.

## ریاست جمهوری
هیچیلما در انتخابات در ۱۲ اوت ۲۰۲۱برای ششمین بار نامزد ریاست جمهوری شد. ایسائو چولو رئیس کمیسیون انتخابات اعلام کرد که او در انتخابات در ساعات اولیه ۱۶ اوت برنده شده‌است.

## دستگیری و اتهام خیانت
هیچیلما در ۱۱ آوریل ۲۰۱۷دستگیر شد. شب‌هنگام ۱۱ آوریل پلیس زامبیا به دستور رئیس‌جمهور ادگار لونگو به حریم خصوصی هیچیلما حمله کرد و به اتهام خیانت وی را دستگیر نمود.
اتهام او این بود که جان رئیس‌جمهور را به خطر انداخته‌است، زیرا موتور سوار محافظ هیچیلما از راه دادن به لونگو خودداری کرده بود، پرونده ای که بسیاری آن را یک جرم کوچک راهنمایی و رانندگی قلمداد کردند و نه خیانت. هیچیلما این اتهام را که حداکثر مجازات اعدام دارد به شدت رد کرد.
پلیس با بسیج نیروی گسترده وارد محل زندگی هیچیلما شد و به خانه و دارایی او آسیب رساند، همه خدمه و کارگران وی را مورد ضرب و شتم قرار داد، پول، جواهرات و لباس‌های زیر، کفش، بلندگوها، پتو، فرش و مواد غذایی را از آشپزخانه خانه هیچیلما سرقت کرد. با پرتاب کپسول گاز اشک آور به داخل خانه هیچیلما حمله کرده بودند. همسر هیچیلما که مبتلا به آسم بود و فرزندانش به دلیل استنشاق گاز چندین بار زمین‌خوردند.

## جوایز
جایزه آزادی آفریقا توسط بنیاد فردریش ناومان برای آزادی در ۲۷ اکتبر ۲۰۱۷در رویدادی که در ژوهانسبورگ آفریقای جنوبی برگزار شد، به هیچیلما اهدا شد.

## زندگی‌شخصی
هیچیلما با موتینتا ازدواج کرد و دارای سه فرزند هستند. او یکی از اعضای غسل تعمید یافته کلیسای ماجراجویی هفتمین روز است و در ۱۲ دسامبر ۲۰۲۰، او و همسرش به عنوان راهنمای اصلی در لوساکا سرمایه‌گذاری کردند. هیچیلما یک میلیونر و دومین دامدار بزرگ زامبیا به‌شمار می‌رود.